# Bang Lamung (huyện)
Bang Lamung (tiếng Thái: บางละมุง) là một huyện (‘‘amphoe’’) ở phía nam của tỉnh Chonburi, Thái Lan.

## Lịch sử
Mueang Bang Lamung nằm ở Ban Bang Lamung, Tambon Bang Lamung. Chính phủ đã hạ cấp Bang Lamung thành một huyện với văn phòng huyện nằm bên bờ Khlong Nok Yang. Sau đó văn phòng này đã được dời đến bờ biển gần đó tại Tambon Na Kluea năm 1909.
Ngày 21 tháng 10 năm 1952, văn phòng của huyện bị cơn bão phá hủy hoàn toàn. CHính quyền đã dựng tạm văn phòng ở trường phổ thông Bang Lamung. Năm 1953. chính quyền đã cấp kinh phí xây văn phòng mới ở khu vực trường.

## Địa lý
Các huyện giáp ranh (từ phía bắc theo chiều kim đồng hồ) là Si Racha của tỉnh Chonburi, Pluak Daeng, Nikhom Phatthana, Ban Chang của tỉnh Rayong, Sattahip thuộc tỉnh Chonburi và vịnh Thái Lan.

## Hành chính
Huyện này được chia thành 8 phó huyện (tambon), các đơn vị này lại được chia thành 61 làng (muban). Thành phố Pattaya là một khu vực đô thị đặc biệt nằm trên lãnh thổ toàn bộ ‘‘tambon’’ Nong Prue và Na Kluea và một số khu vực của Huai Yai và Nong Pla Lai. Ngoài ra có 2 thị trấn (thesaban tambon) - Bang Lamung và Laem Chabang. Laem Chabang nằm trên một phần của tambon Bang Lamung của Si Racha, toàn bộ tambon Bueng, Sura Sak, Thung Su Khla và một số khu vực của Nong Kham. Bang Lamung nằm trên một phần của tambon Bang Lamung, Nong Pla Lai và Takhian Tia. Khu vực nông thôn thuộc quản lý của 5 tổ chức hành chính tambon (TAO). 
| Số TT | Tên           | Thai       | Dân số  |
| ----- | ------------- | ---------- | ------- |
| 1.    | Bang Lamung   | บางละมุง    | 15.329  |
| 2.    | Nong Prue     | หนองปรือ    | 100.323 |
| 3.    | Nong Pla Lai  | หนองปลาไหล | 12.024  |
| 4.    | Pong          | โป่ง        | 7.000   |
| 5.    | Khao Mai Kaeo | เขาไม้แก้ว   | 5.057   |
| 6.    | Huai Yai      | ห้วยใหญ่     | 21.365  |
| 7.    | Takhian Tia   | ตะเคียนเตี้ย  | 12.657  |
| 8.    | Na Kluea      | นาเกลือ     | 38.831  |